# Ndゲーム
{\displaystyle n^{d}}ゲームとは、三目並べ（○×ゲーム、ティクタクトー）を一般化したゲームの総称である。{\displaystyle d}次元空間における一辺が{\displaystyle n}マス（盤面が{\displaystyle n^{d}}マス）の超立方体の盤面で、2人のプレイヤーでプレイする。プレイヤーが交互に自分の石（○または×）をマス目に置き、先に自分の石をいずれかの方向に{\displaystyle n}個並べた方が勝ちとなる。ただし、どちらかが勝ちとなる前に{\displaystyle n^{d}}個の全てのマス目が埋まった場合は引き分けとなる。
一般の三目並べは{\displaystyle n=3,\ d=2}であり、これを{\displaystyle (3,\,2)}ゲームと表す。重力なし立体四目並べは{\displaystyle (4,\,3)}ゲームとなる。
{\displaystyle (n,\,0)}ゲームや{\displaystyle (1,\,d)}ゲームは、盤面が{\displaystyle n^{0}=1^{d}=1}マスしかないため、先手必勝となることは自明である。{\displaystyle (n>1,\,1)}ゲームで勝つには、{\displaystyle n^{1}=n}マスの盤上に自分の石を{\displaystyle n}個並べねばならぬが、後手が石を置けば不可能となり常に引き分ける（{\displaystyle (1,\,1)}ゲームは後手が着手せず決着する）。
{\displaystyle n^{d}}ゲームにおいて、勝利条件である{\displaystyle d}個の石の並びは{\displaystyle {\frac {(n+2)^{d}-n^{d}}{2}}}本存在する。